# 迈克尔·佩勒姆

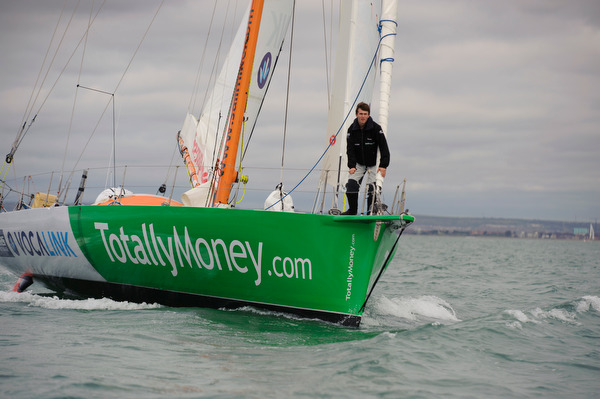
迈克尔·佩勒姆

迈克尔·佩勒姆（英語：Michael Perham，1992年3月16日—），英国赫特福德郡人，2007年1月3日，14岁的佩勒姆成功单人航海横渡大西洋，成为史上完成这项壮举最年轻的航行者。